# Молодіжне (платформа)
Молодіжне (фін. Vammeljoki) — платформа в Курортному районі Санкт-Петербурга, на 62-му км лінії Зеленогорськ — Приморськ — Виборг. Розташована на північній околиці однойменного селища.
На платформі зупиняються всі приміські поїзди, що прямують через неї.